# 钱业会馆 (宁波)
钱业会馆是民国时期宁波钱庄业聚会和交易的场所，位于中国浙江省宁波市海曙区战船街10号。会馆始建于1925年，占地面积1500平方米，前后三进，为中西合璧的砖木结构建筑，是中国唯一完整保存的钱庄业会馆。宁波各钱庄歇业后，建筑于1988年被中国人民银行接管并维修，1994年成为宁波钱币博物馆所在地，2006年被列入全国重点文物保护单位。

## 历史
18世纪中叶至19世纪中叶，宁波钱庄业逐步进入鼎盛时期，并于道光年间首创类似现代票据交换制度的“过账”制度。当时钱庄多位于今江厦街附近，有“走遍天下，不如宁波江厦”之说。最早的宁波钱庄同业组织公所位于江厦的滨江庙，清咸丰末年，滨江庙毁于太平军，同治元年（1862年）由钱庄业集资重建，同治三年（1864年）称钱业会商处，后改称钱业公会。1923年，因滨江庙面积过小，“湫隘不足治事”，由28家大同行和34家小同行出资，筹集九万余银元，在船厂跟购置原“平津会”房屋及土地兴建会馆，1926年建成，即现存钱业会馆:138,139。
会馆建成后，钱业公会现金买卖和货币兑换最初仍在滨江庙进行，同业拆借和利率则迁移到新建的会馆，至1933年，滨江庙内钱业公会所有业务均迁移至钱业会馆。而小同行组成的“永久会”由于为会馆建设出资，其活动也在钱业会馆进行。1932年，依政府规定，两公会合并为鄞县钱业同业公会。1942年宁波被日军占领后，占领当局策划建立宁波银钱业同业公会。抗日战争结束后的1946年，鄞县钱业同业公会复会并更名为鄞县钱庄商业同业公会:139,140，但此时由于战争影响及通货膨胀，仍在经营的钱庄仅存20余家，且经营状况不佳。
中华人民共和国成立后，由于政治形势及国军对江厦街的轰炸，钱庄纷纷歇业，至20世纪50年代初仅存5家，1953年全部歇业，钱业公会在此之前也不再活动。1949年以后，钱业会馆先后成为店员公会、宁波市人民委员会招待所和中共宁波市委员会党校所在地，1952年成为宁波市商业幼儿园。1987年，中国人民银行总行出资对会馆进行维修，维修后会馆成为宁波市金融学会和宁波市分行金融研究所所在地:141。1994年9月，会馆改为钱币博物馆并对外开放，成为中国首个由金融机构主办的钱币博物馆。

## 建筑

宁波钱业会馆平面图

钱业会馆坐北朝南，占地面积1500平方米，地块呈梯形，南大北小。建筑布局为前后三进，前两进为会馆工作人员办公和会员集会之用，最后一进则是钱庄业巨头开会决策的场所。建筑为砖木结构建筑，中西合璧，外立面为青砖雕漆，屋顶为红色洋瓦，而内部则为传统木构建筑。
会馆中轴线上依次为门楼、门厅、戏台、前天井、大厅、后厅、后天井、花园和议事厅，前天井两侧有厢房。厢房外有走廊，东走廊与花园相通，西走廊受地形制约，只伸展到大厅。门楼为八字形，三开间，两旁有过廊门通往东西走廊。门楼明间仿歇山顶牌楼修建，门楣有砖雕，正中为“钱业会馆”四字，次间门框上方亦有砖雕，两旁有围墙，围墙上有圆形镂空窗，过廊门为半圆顶。门厅为二层单檐硬山顶木构建筑，面阔五间，石板铺地，东尽间有楼梯。东西厢房位于门厅两侧，与门厅尽间相通，为两层单檐硬山顶建筑。大厅位于门厅以北，为二层重檐硬山顶建筑，前后有走廊。大厅面阔五间，明间为抬梁式，次间、尽间为穿斗式。明间、次间敞开，地面铺有花砖。
议事厅位于会馆最北端，建成时为宁波钱庄业的重要决策地。厅前有花园与前两进隔开，四周有高墙，以彰显私密性。议事厅建筑由前后两部分组成，前为重檐歇山顶，面阔三间，后为单檐硬山顶，面阔五间。花园内设有一座六角混凝土凉亭，上为穹顶，柱间有美人靠。

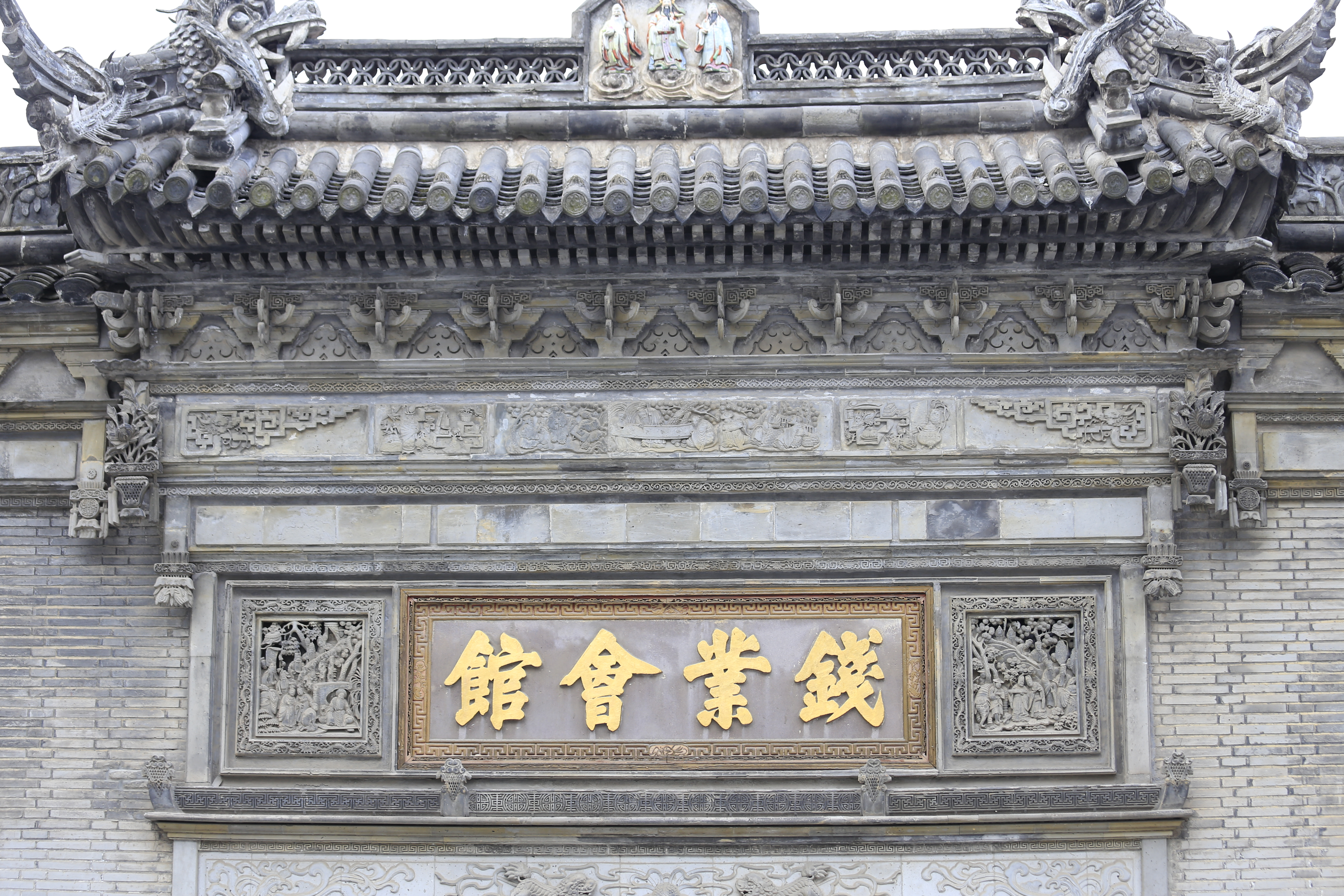
门楼明间门楣
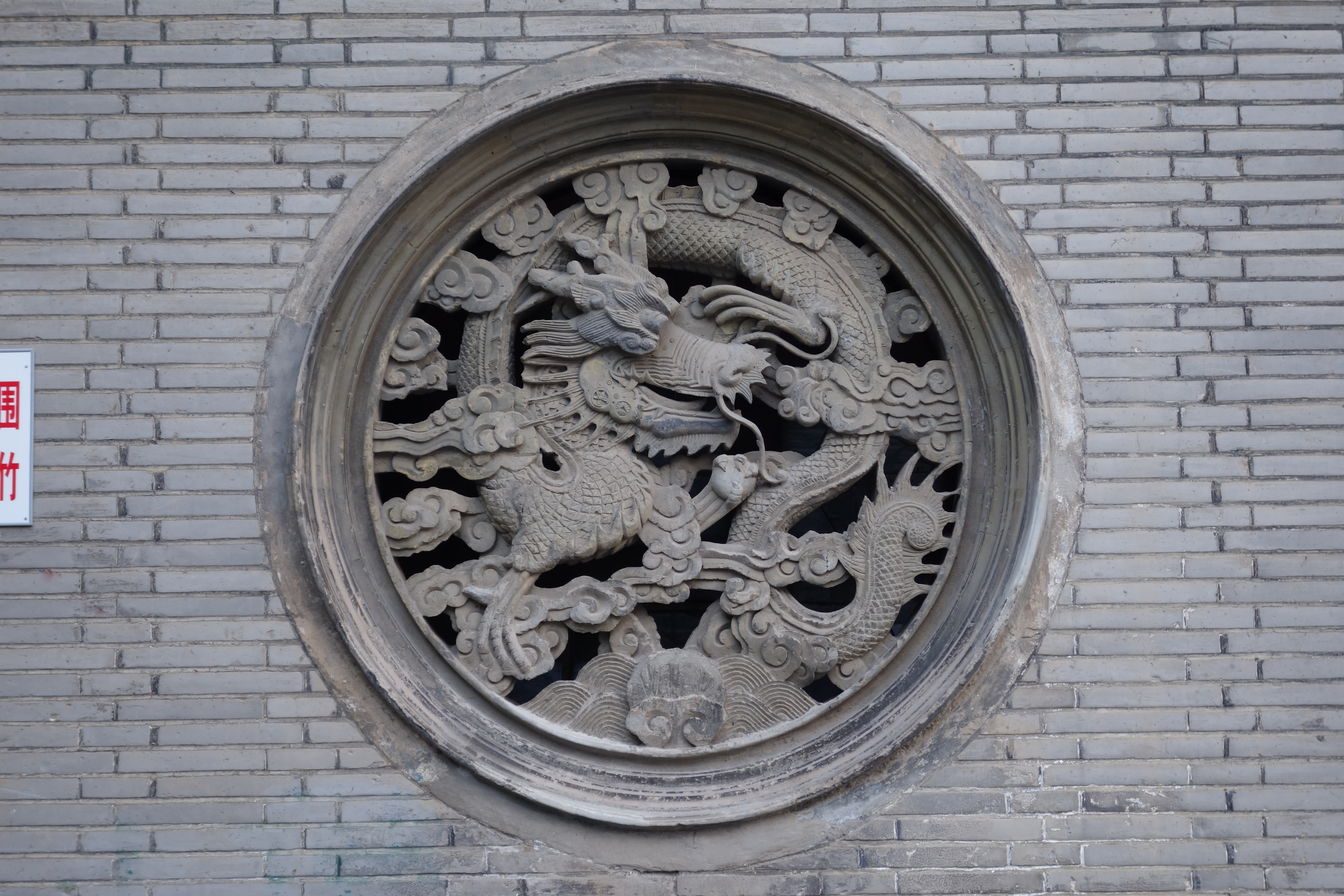
砖雕石窗
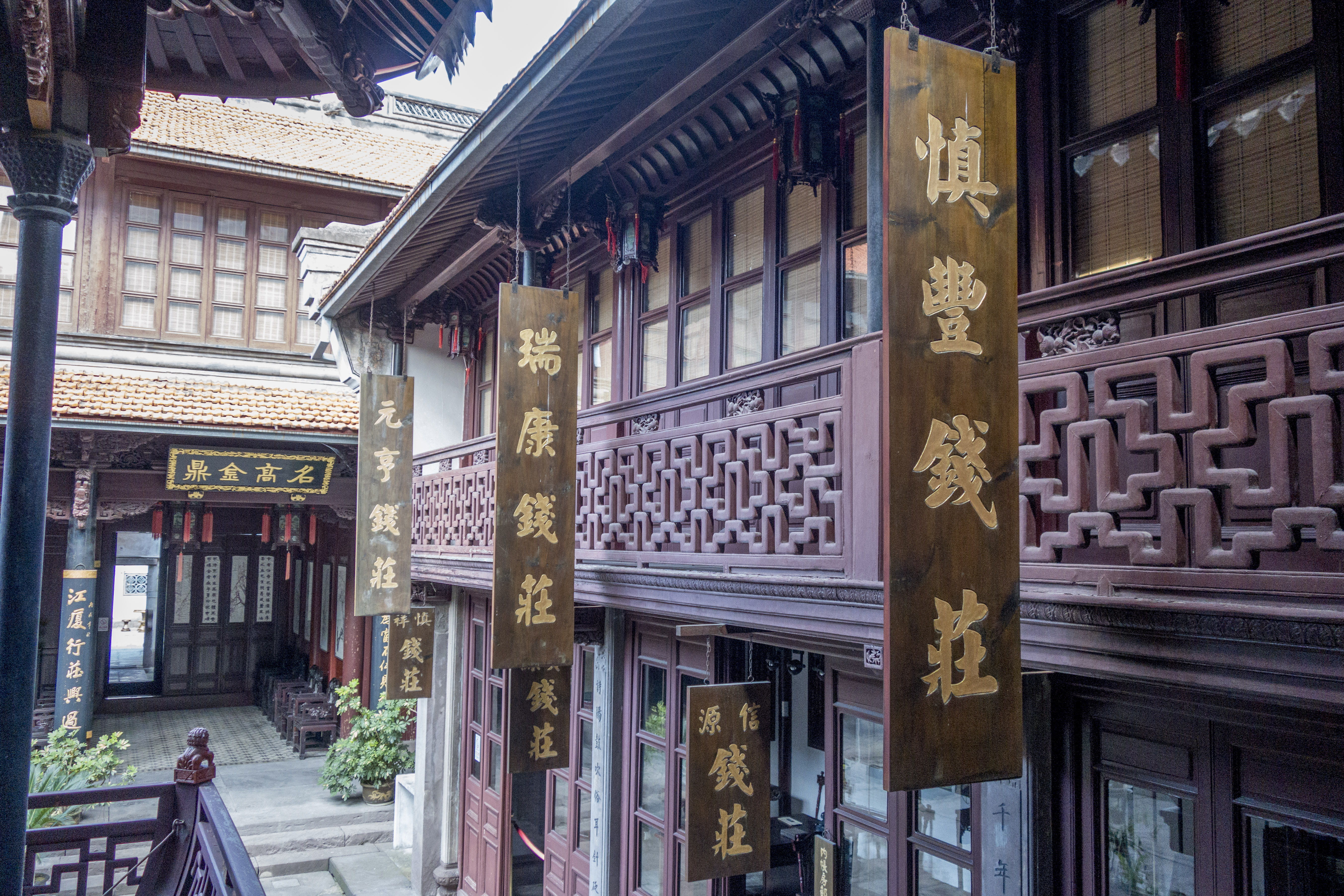
东厢房
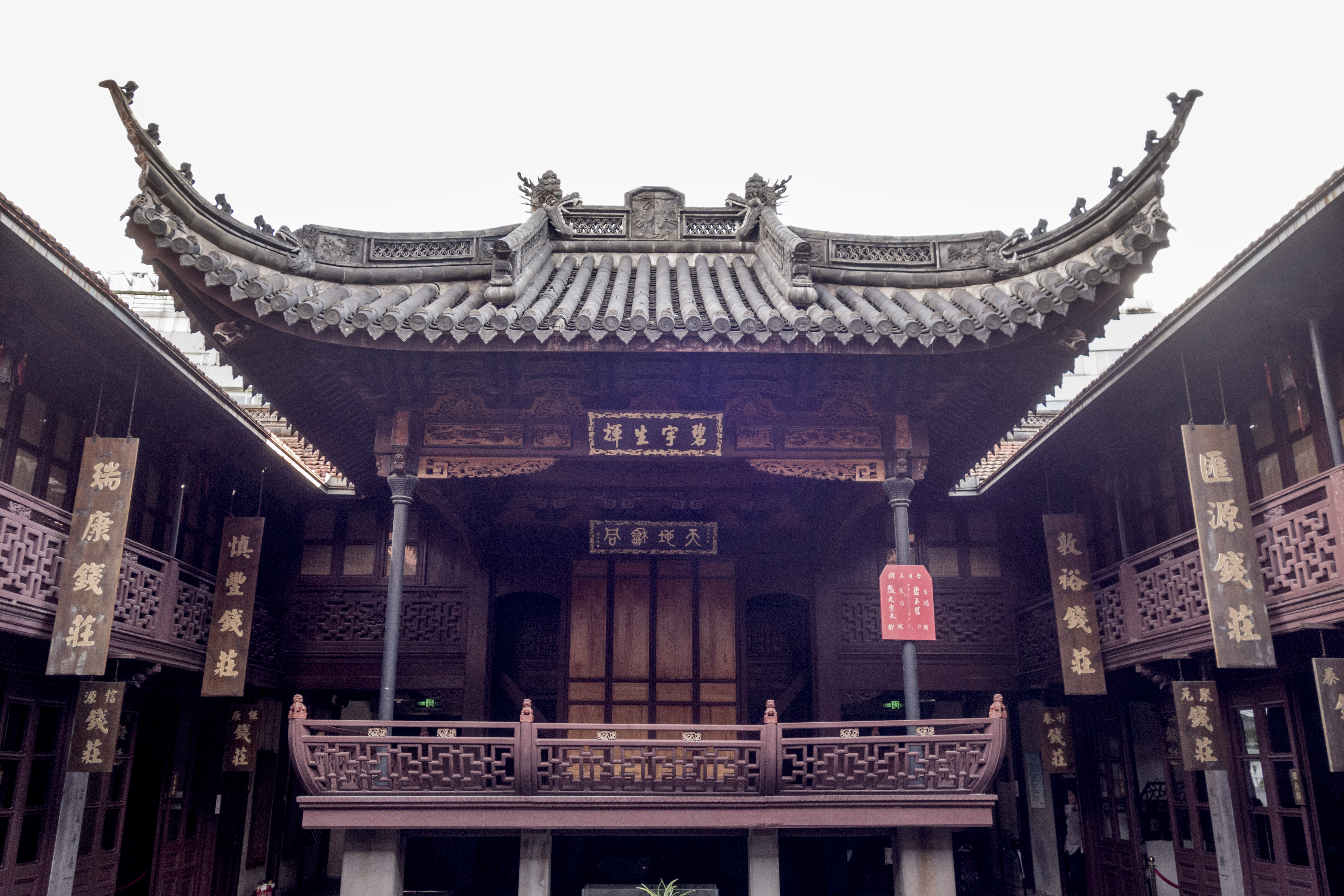
复建的戏台
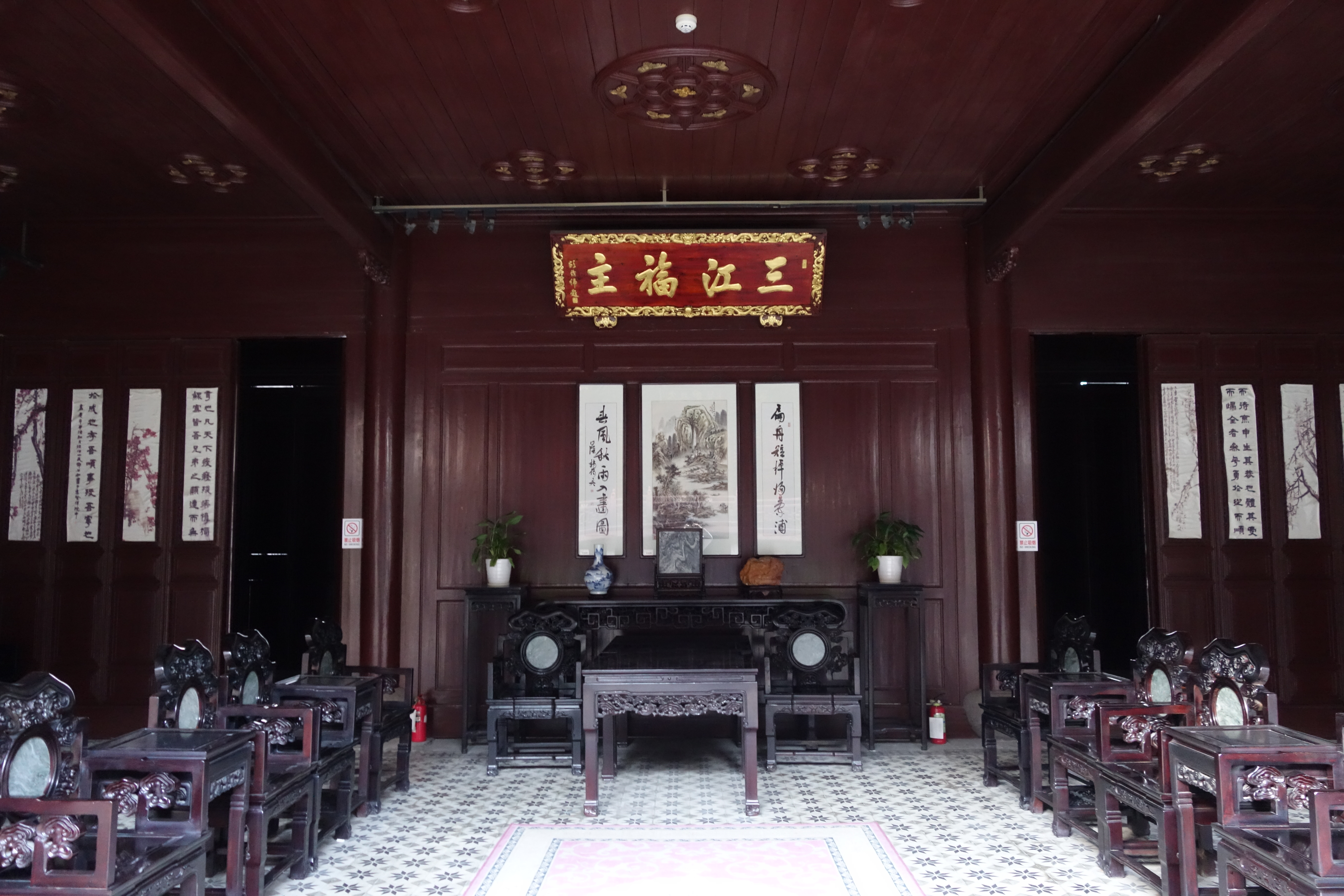
大厅内部
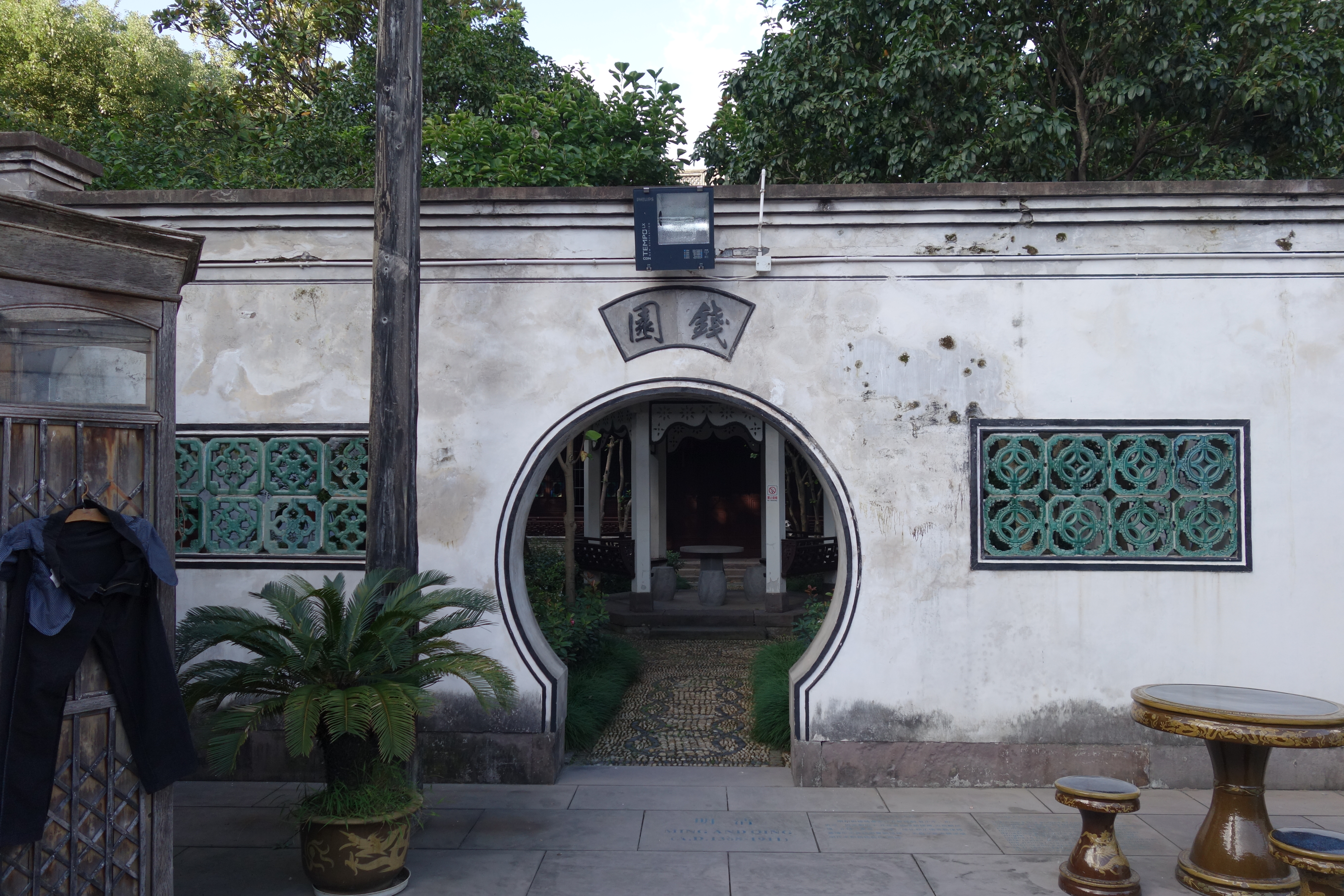
议事厅前花园入口

## 保护和展示

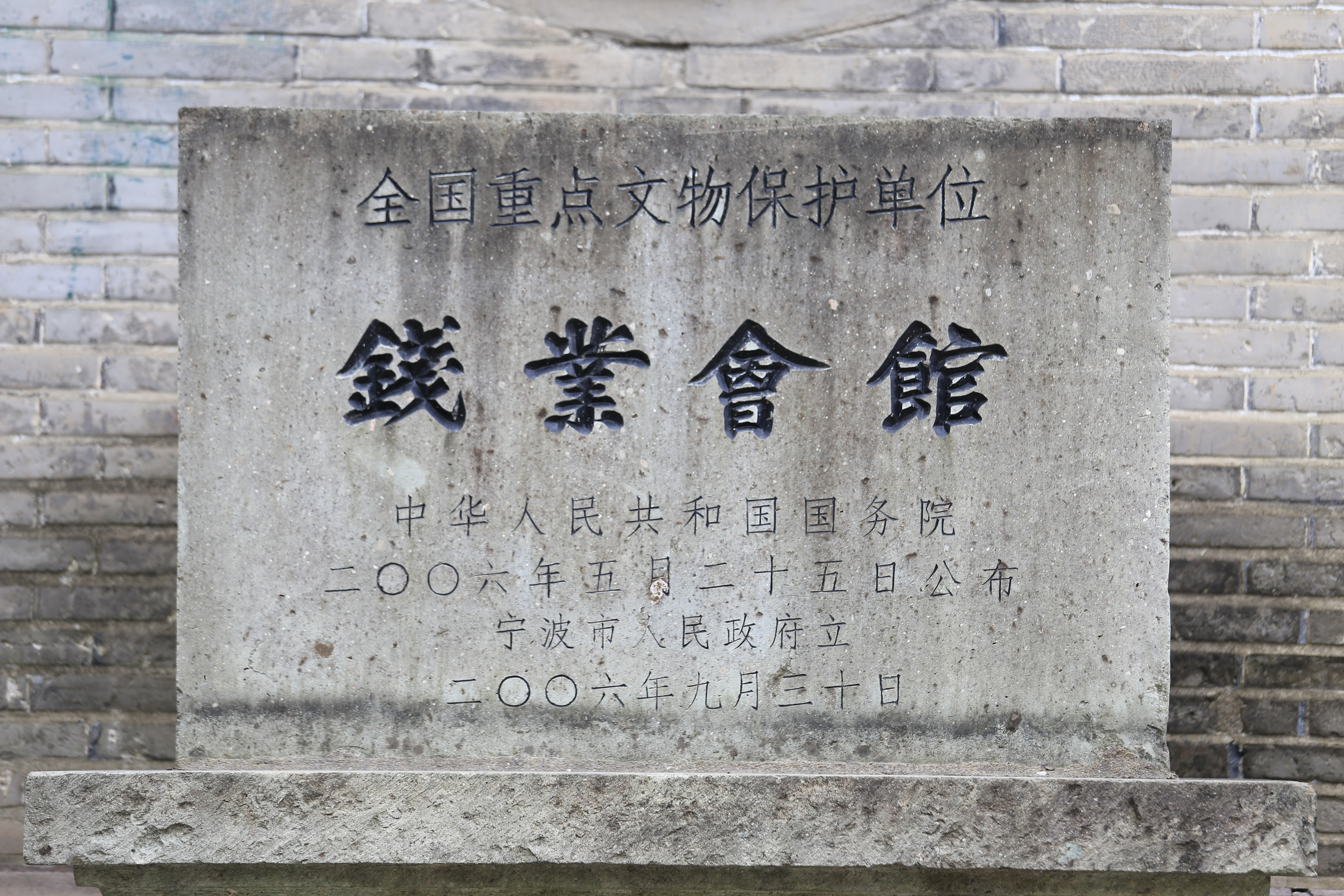
钱业会馆文保碑

钱业会馆停止作为会馆后，先后成为宁波店员工会办公场所、宁波市人民委员会招待所和中共宁波市委员会党校所在地，1952年改为宁波市商业幼儿园，建筑除戏台被毁外，其余完好，1984年曾进行修缮，当年10月列入海曙区文物保护单位。
1984年下半年，中国人民银行在宁波召集沿海城市人行行长研讨会期间，副行长乔培新曾参观钱业会馆，并决定由中国人民银行总行出资，在此建设金融博物馆。1987年，人民银行出资80万元人民币迁走幼儿园，并出资40万元对会馆进行维修，至1993年完成。此前的1989年12月，钱业会馆被列入浙江省文物保护单位。1992年，博物馆重新定位为钱币博物馆，并于1994年开馆。展品以宁波市文管会提供的钱币为基础，同时包含中国人民银行、上海博物馆、浙江省博物馆等处调拨的部分展品。2001年，宁波钱币博物馆因维持困难而闭馆，2004年再度进行维修，并在馆内布置宁波金融史迹陈列，其中包括宁波钱庄实景展、中华历代货币展、中华钱币文化与书法艺术展、钱币常识与分级展和红色钱币展五部分，2006年重新开馆。当年，钱业会馆被列入第六批全国重点文物保护单位。
中国人民银行曾于2016年3月发行“宁波钱业会馆设立90周年”贵金属纪念币一套，其中的金币以宁波三江口地图为主题，而银币以钱业会馆大门和内景为主题。这是中国人民银行首次发行以宁波为主题的贵金属纪念币。